# Kaplica Matki Bożej Nieustającej Pomocy w Brzezówce (Domatków)
Kaplica Matki Bożej Nieustającej Pomocy – kaplica znajdująca się w miejscowości Brzezówka (Domatków), w dekanacie Kolbuszowa Zachód w gminie Kolbuszowa, w powiecie kolbuszowskim, w województwie podkarpackim.
Wznoszona była w latach 2001/2002. Erygowana 23 czerwca 2003 roku przez biskupa diecezji rzeszowskiej Edwarda Białogłowskiego. Głównym fundatorem świątyni jest urodzony w Brzezówce ksiądz Władysław Jemioło.
Kaplica w przysiółku Brzezówka spełnia rolę kościoła i należy do parafii Miłosierdzia Bożego w Domatkowie.  
W 2005 roku nadano kaplicy honorowy sztandar, którego fundatorami jest grupa mieszkańców Brzezówki. Uszyto go w sanktuarium na Janej Górze w Częstochowie. 
Przy kaplicy działa "róża różańcowa" kobiet przypisana parafii Wszystkich Świętych w Kolbuszowej. 